# Premis Pulitzer de 1938
Els següents són els Premis Pulitzer de 1938.

## Premis de periodisme
- Servei públic:
  - Bismarck Tribune pels seus reportatges i editorials titulats "Self Help in the Dust Bowl".
- Informació:
  - Raymond Sprigle, del Pittsburgh Post-Gazette, per la seva sèrie d'articles, recolzats per fotocòpies dels documents essencials, que exposen l'antiga pertinença del jutge del Tribunal Suprem Hugo Black al Ku Klux Klan.[1]
- Corresponsalia:
  - Arthur Krock de The New York Times per la seva entrevista autoritzada exclusiva amb el president dels Estats Units el 27 de febrer de 1937.
- Redacció Editorial:
  - William Wesley Waymack del Register and Tribune (Des Moines, Iowa) pels seus distingits escrits editorials durant l'any.[2]

- Caricatura Editorial:

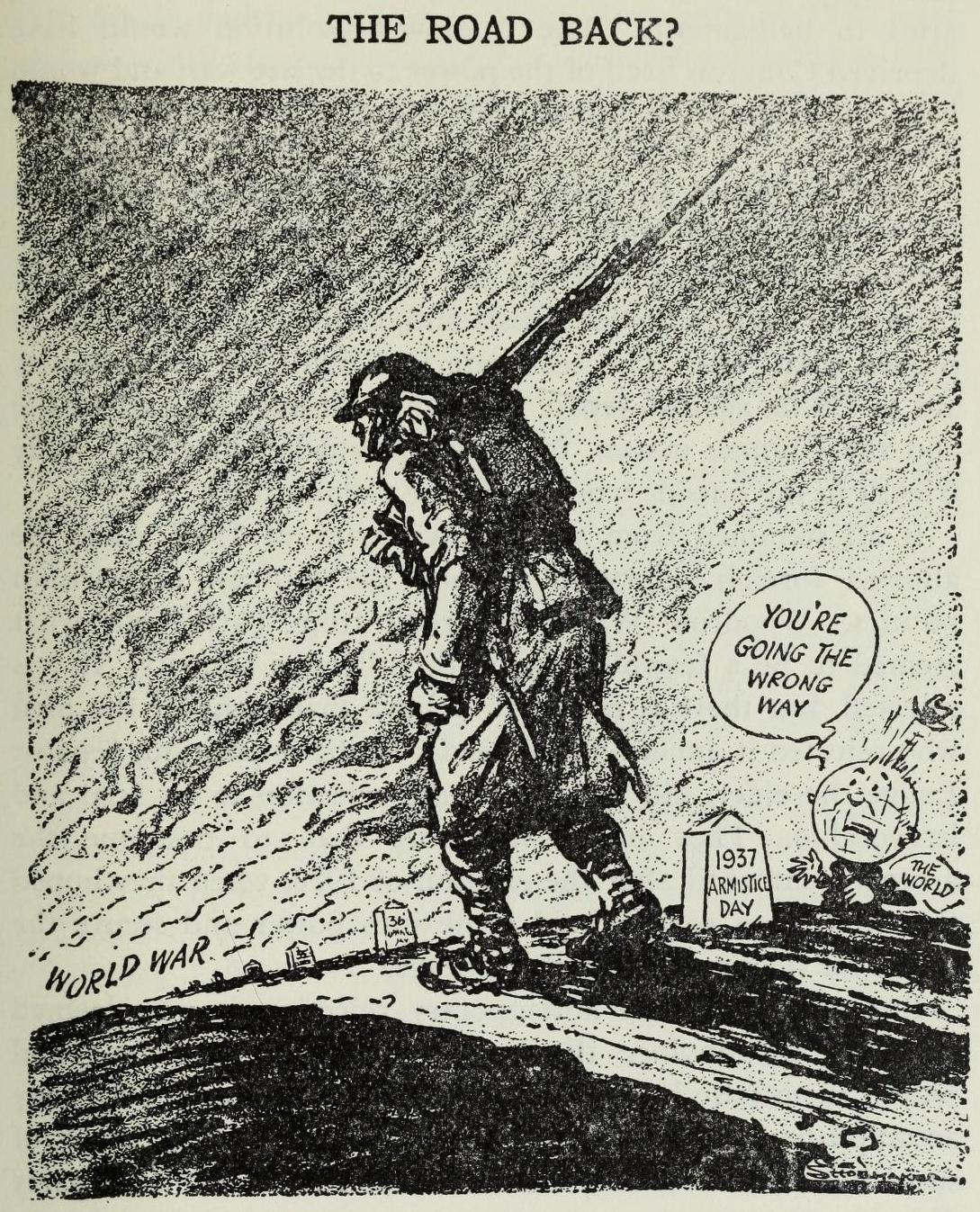
"The Road Back?", la Caricatura Editorial premiada.

  - Vaughn Shoemaker del Chicago Daily News per "The Road Back?"
- Citacions Especials:
  - L'Edmonton Journal va rebre una placa especial de bronze pel "seu lideratge en la defensa de la llibertat de premsa a la província d'Alberta", per la seva campanya contra la Llei d'Informació i Notícies Precises. Es van lliurar certificats gravats a 95 diaris més d'Alberta per la seva participació en la lluita contra la llei.[3]

## Premis de lletres i drama
- Novel·la:
  - The Late George Apley (El difunt George Apley) de John P. Marquand (Little).
- Drama:
  - Our Town de Thornton Wilder (Coward).
- Història:
  - The Road to Reunion, 1865-1900 de Paul Herman Buck (Little).
- Biografia o autobiografia:
  - Andrew Jackson, 2 vols. de Marquis James (Bobbs).
- Biografia o autobiografia:
  - Pedlar's Progress d'Odell Shepard (Little).
- Poesia:
  - Cold Morning Sky de Marya Zaturenska (Macmillan).